# Tabaquisme

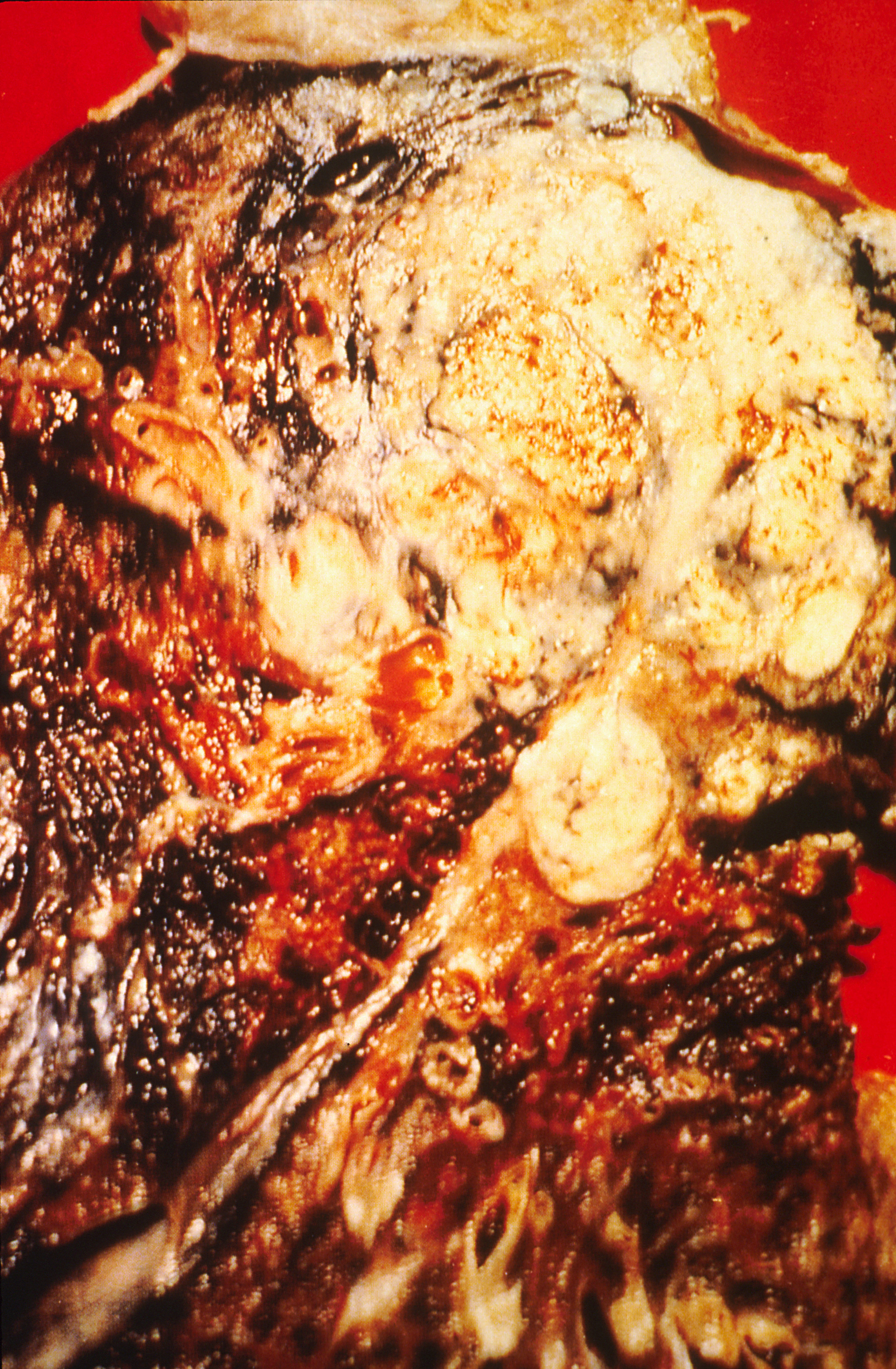
Pulmó d'un fumador afectat de càncer per tabaquisme

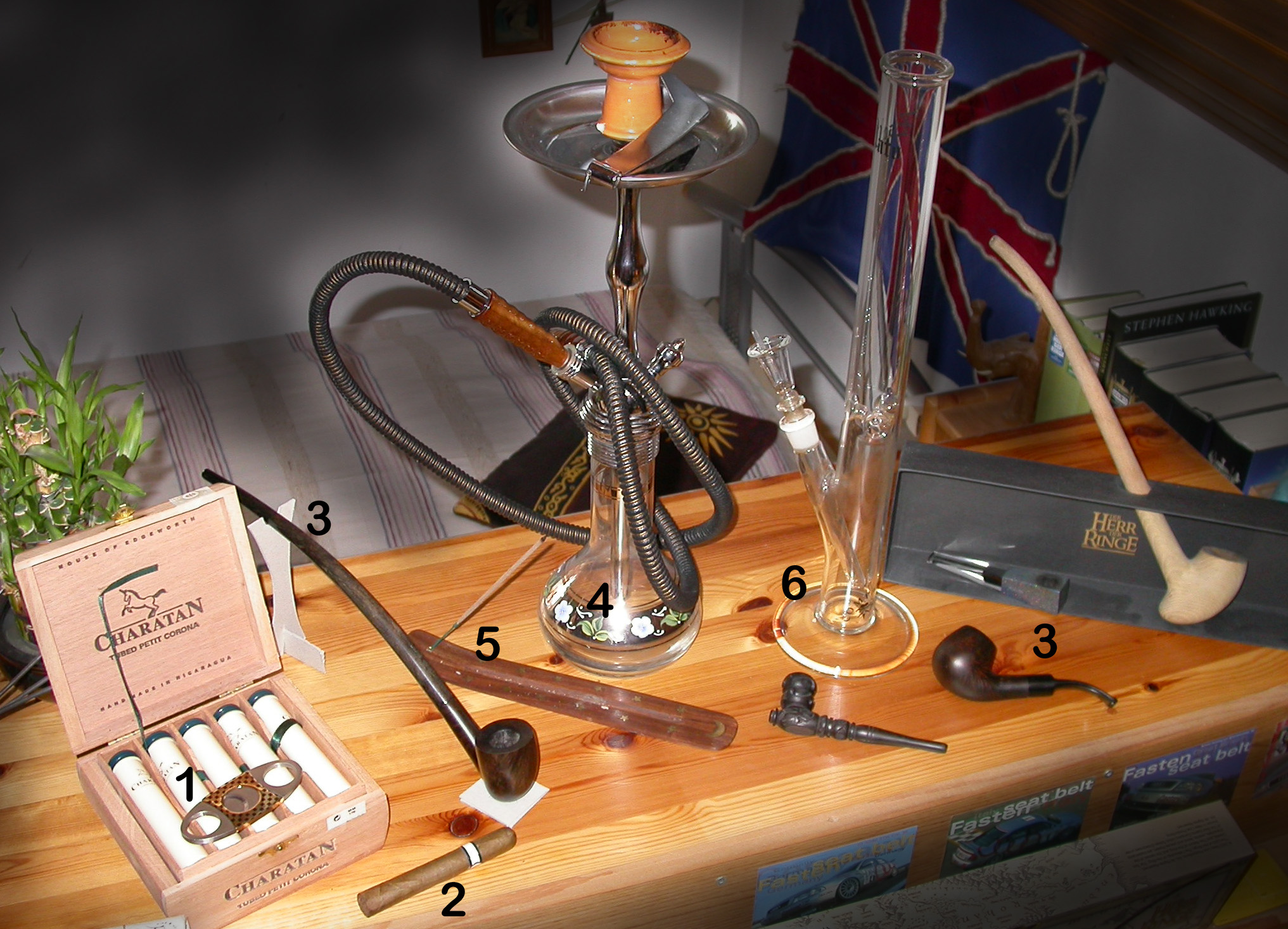
Diferents formes d'ingerir tabac

El tabaquisme és l'addicció al tabac provocada principalment per la nicotina i que, segons l'OMS és la primera causa d'altres malalties, invalidesa i mort prematura del món. Es considera una malaltia crònica sistèmica amb possibilitats de tractament, pertanyent al grup de les addiccions i catalogada al Manual diagnòstic i estadístic dels trastorns mentals (DSM-IV) de l'Associació Americana de Psiquiatria.
Segons l'OMS al món hi havia el 2002 més de 1.100 milions de fumadors, el que representa aproximadament un terç de la població major de 15 anys. El 74% de cigarretes es consumeixen als països de baix i baix-mig nivell d'ingressos. L'any 2004 l'OMS va estimar que 4,9 milions de persones moren anualment a causa del consum del tabac.
A Europa el tabaquisme provoca 1,2 milions de morts anuals i està directament relacionat amb l'aparició de 29 malalties, de les quals 10 són càncers i de més de la meitat de malalties cardiovasculars. El tabaquisme és directament responsable d'aproximadament el 90 per cent de les morts per càncer de pulmó i aproximadament el 80-90 per cent de la malaltia pulmonar obstructiva crònica (MPOC) i emfisema. A Espanya el 2003 fumava el 36% de la població i moren 50.000 persones anualment per culpa d'aquest consum, una taxa per sobre dels accidents de trànsit i també superior a la produïda per la suma de totes les drogues il·legals juntes. A Catalunya, el 2006, i per a la població de 15 i més anys, hi havia: fumadors un 29,4%, exfumadors un 19,7% i no-fumadors un 50,9%.

## Dependència a la nicotina
Per a determinar el grau de dependència se sol utilitzar el test de Fagerström, aquí podem veure la versió modificada i en català:
| Pregunta                                                                             | Resposta | Punts |
| ------------------------------------------------------------------------------------ | -------- | ----- |
| Quant temps tarda, després de despertar-se a fumar el primer cigarret?               |          |       |
| Menys de 5 minuts                                                                    | 3        |       |
| De 6 a 30 minuts                                                                     | 2        |       |
| De 31 a 60 minuts                                                                    | 1        |       |
| Més de 60 minuts                                                                     | 0        |       |
| Se li fa difícil no fumar als llocs on està prohibit?                                |          |       |
| Sí                                                                                   | 1        |       |
| No                                                                                   | 0        |       |
| De quin cigarret li costa més prescindir?                                            |          |       |
| Del primer                                                                           | 1        |       |
| D'altres                                                                             | 0        |       |
| Quants cigarrets fuma al dia?                                                        |          |       |
| Més de 30                                                                            | 3        |       |
| De 21 a 30                                                                           | 2        |       |
| D'11 a 20                                                                            | 1        |       |
| Menys d'11                                                                           | 0        |       |
| Fuma més durant les primeres hores després de llevar-se que durant la resta del dia? |          |       |
| Sí                                                                                   | 1        |       |
| No                                                                                   | 0        |       |
| Fuma, fins i tot, quan està malalt al llit?                                          |          |       |
| Sí                                                                                   | 1        |       |
| No                                                                                   | 0        |       |

### Valoració
| Punts | Grau de dependència |
| ----- | ------------------- |
| 0 a 3 | Baix                |
| 4 a 6 | Moderat             |
| >7    | Alt                 |

## Efectes sobre la salut

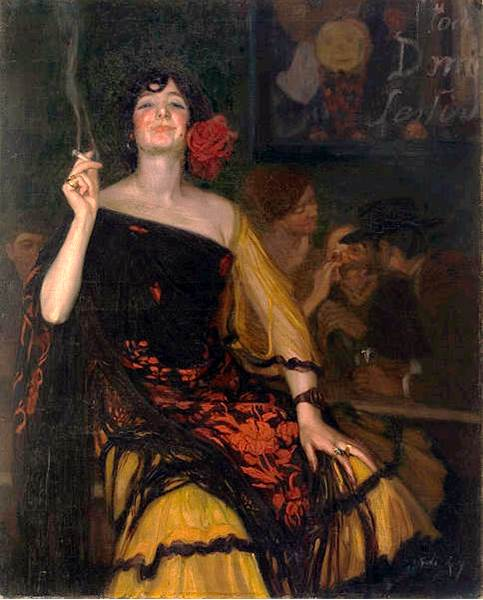
La Ricitos (Baldomer Gili i Roig, 1912) representa una dona asseguda fumant que té una expressió de satisfacció. L'obra es troba al Museu d'Art Jaume Morera

El consum de tabac provoca més comunament a les malalties que afecten el cor i als pulmons, el consum de tabac és un factor de risc per a la cardiopatia isquèmica, l'accident vascular cerebral, la malaltia pulmonar obstructiva crònica (MPOC), l'emfisema pulmonar, i càncer (especialment de pulmó, laringe, boca, pàncrees i de bufeta). Fumar cigarrets augmenta el risc de la malaltia de Crohn, així com la gravetat de l'evolució de la malaltia.
Cada any, una de cada 7 morts en majors de 35 anys a l'estat espanyol són per causa del consum de tabac. D'elles, més d'una quarta part es produeixen abans dels 65 anys. Malgrat s'observa una disminució global del nombre de morts atribuïbles al tabac, aquesta xifra va en augment entre les dones.

### Cigarretes versus tabac de cargolar
Segons dades del Comisionado para el Mercado de Tabacos de l'estat espanyol, s'ha produït un increment espectacular del consum de tabac de cargolar, d'un 32% entre els anys 2008 i 2011. Hi ha la creença que el tabac de cargolar té menys risc per a la salut, que conté menys additius, i que és menys perjudicial. La falsa creença que el tabac de cargolar és menys nociu per a la salut és més gran en joves, segons les dades de l'enquesta de la Setmana Sense fum de la semFYC del 2012.
Els fumadors de tabac de cargolar mostren un major risc de càncers de boca, faringe i laringe, i també de pulmó (de forma important o discreta) que els fumadors de cigarretes convencionals. Però un estudi dona una prevalença similar pel càncer de boca. En el cas del càncer de pulmó canviaria la proporció del tipus histològic, amb una major prevalença d'adenocarcinomes i càncer de pulmó de cèl·lules petites.
En un estudi analitzant les marques més consumides a Espanya, mostra que els continguts de nicotina, quitrà i monòxid de carboni del tabac de cargolar són molt superiors als permesos per als cigarrets convencionals, en alguns casos fins d'un 85% més. El tabac de cargolar també tindria un major efecte oxidatiu en estudis in vitro sobre cultius de monòcits.

### Patofisiologia de l'acció del tabac en els càncers
Els fumadors exposen a les altres persones, els fumadors passius, lesions genètiques que poden provocar el desenvolupar de càncers. En la reproducció quotidiana de les cèl·lules humanes, un tipus de les seves proteïnes, les polimerases, s'encarreguen de replicar el seu genoma. Però existeixen contaminants externs, com per exemple el fum del tabac, que fa que les polimerases "llegeixin" malament el genoma, i copiant-lo així malament, és a dir, amb mutacions, a les noves cèl·lules. El cos humà té això previst, i per a evitar-ho encarrega un tipus d'aquestes polimerases, anomenades polimerases I, que revisin i comparin la nova seqüència genètica per a detectar les mutacions. El problema amb el fum del tabac és que influeix també en les polimerases I, de manera que aquestes no són capaces de veure les mutacions cancerígenes i fins i tot les poden considerar un model a replicar, per a futures duplicacions.

## Abandonament del tabaquisme
La cessació tabàquica o "deixar de fumar", és l'acció que porta cap a l'abstinència del consum de tabac. Els mètodes inclouen deixar-ho en sec, la teràpia de substitució de nicotina, els antidepressius i altres fàrmacs, la hipnosi, l'autoajuda i grups de suport.

## Investigació
La Universitat Pompeu Fabra (UPF) de Barcelona ha descobert l'any 2010 les proteïnes que activen les ganes de fumar dels addictes al tabac que ho havien deixat, es tracta de les hipocretines. Segons el cap de l'equip investigador, en Fernando Berrendero, un fumador recau per tres motius: "Per estrès, per factors associats a l'ambient o per un nou contacte amb la droga", en aquests casos la proteïna activa les ganes de fumar, però ara que se sap quina és, es podrà inhibir aquesta activació perquè les persones ja no sentin ganes de fumar en aquestes situacions.
Està comprovat que una activitat massa alta de les hipocretines porta a estats d'ansietat. Les hipocretines són moduladors neuronals que poden modular els efectes que la nicotina, i de la manca d'aquesta, interaccionant amb els factors alliberadors de corticotropina (CRF), que és un pèptid relacionat amb la resposta a l'estrès, i amb les neurones de vasopressina de l'hipotàlam. Al procés fisiològic de recaiguda en el consum de nicotina, les hipocretines actuen de manera independent però complementària amb les corticotropines, jugant un paper crucial a la modulació dels episodis d'ansietat i als processos neuro-biològics subjacents a la recaiguda en l'hàbit de fumar.